# Farsala
Farsala (en griego, Φάρσαλα) es un municipio y ciudad griega de Tesalia. En el año 2011 el municipio de Farsala contaba con 18 545 habitantes y el núcleo urbano tenía 9298.

## Historia

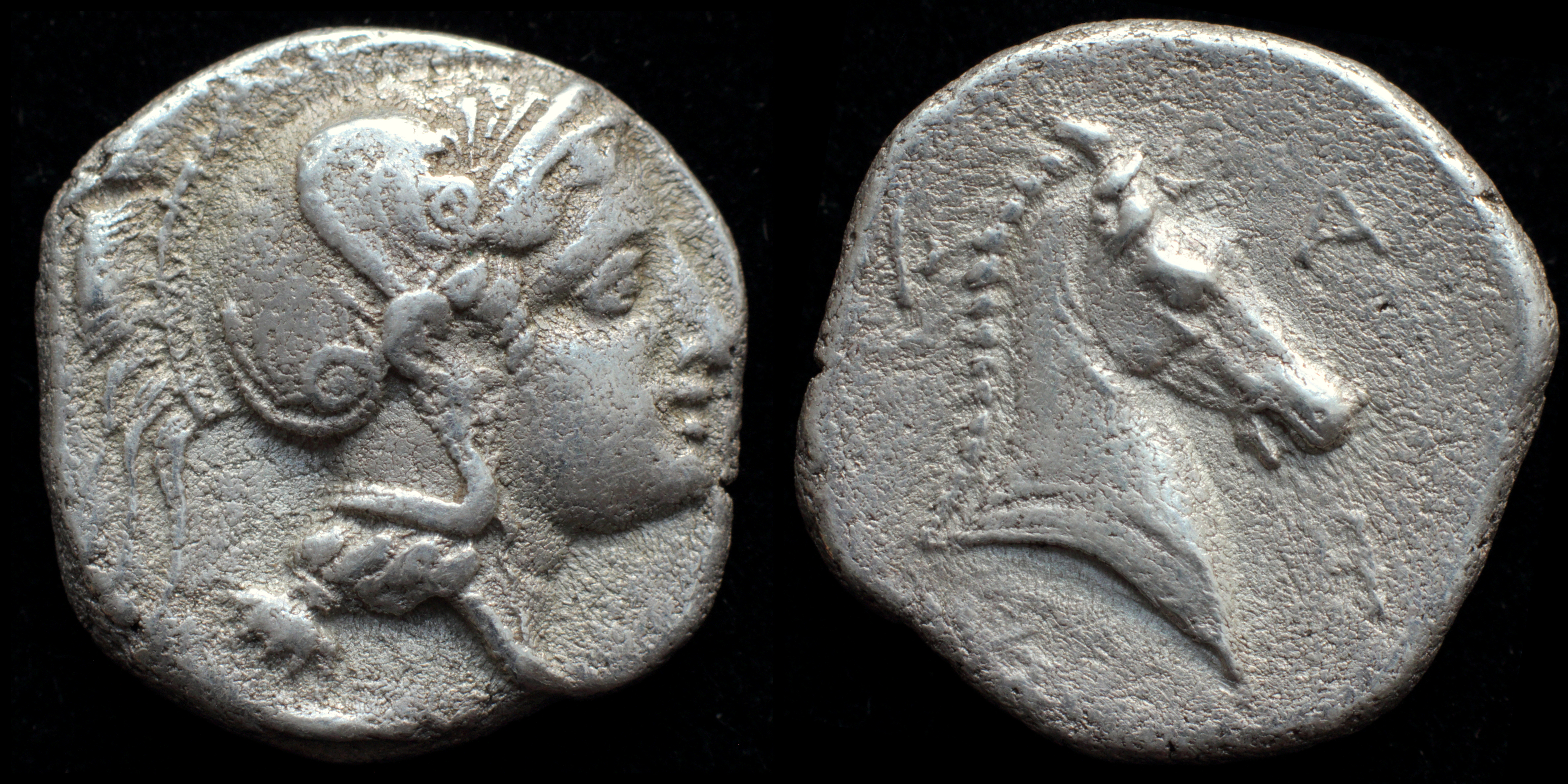
Moneda de la antigua Farsalo (hacia 450-400 a. C.)

Mapa con algunas de las principales ciudades de la antigua Tesalia y zonas adyacentes. Farsala estaba situada en el interior, al noreste de Proerna.

En la Antigüedad se conocía con el nombre de Farsalo (en griego, Φάρσαλος; en latín, Pharsalus) y se encontraba en el distrito de Tesaliótide, en el límite con Ftiótide. El nombre de su territorio era Farsalia. En este territorio se desarrolló, en el año 48 a. C., una célebre batalla que inspiró la obra Farsalia, un poema épico latino de Lucano. 
Se ha sugerido que su nombre primitivo podría haber sido Ftía y habría sido la capital de Ftiótide. La muralla tenía unos 6 km de circuito en forma triangular. 
Estrabón menciona una antigua y una nueva Farsalo y llama Paleofársalo a la antigua. Ubica en las proximidades de ambas el Tetidio, un templo de Tetis.
En 455 a. C., Farsalo fue asediada por los atenienses apoyados por beocios y focenses, pero fueron rechazados. Al comienzo de la guerra del Peloponeso fue aliada de Atenas.
Medio, tirano de Larisa, la conquistó en 395 a. C. Un próxeno de Farsalo en Esparta, Polidamante, pidió ayuda a los espartanos para luchar contra Jasón de Feras, tagos (generalísimo) de Tesalia desde el 374 a. C., pero la ayuda no le fue concedida y Polidamente persuadió a su ciudad para que reconociera a Jasón como su soberano, sin lucha.
Después del período macedónico (mitad del siglo IV a. C. y siglo III a. C.) se rindió a Antíoco III el Grande, que la dominó en 191 a. C., pero después de su retirada cayó en manos del cónsul romano Acilius Glabrión, el mismo año 191 a. C. En 198 a. C., (siete años antes) el rey macedonio Filipo V la saqueó.
Posesión romana, desde entonces, fue una ciudad libre (aún en tiempos de Plinio el Viejo). El hito más importante de su historia fue la batalla que libraron allí Julio César y Cneo Pompeyo Magno, el año 48 a. C., en la que el primero obtuvo una victoria decisiva.
Aún existía en el siglo VI cuando es mencionada por Hierocles.